# Birkin
Birkin – wieś w Anglii, w hrabstwie North Yorkshire, w dystrykcie (unitary authority) North Yorkshire. Leży 26 km na południe od miasta York i 258 km na północ od Londynu. Miejscowość liczy 146 mieszkańców.